# Mistrovství Československa v atletice 1967
Mistrovství Československa mužů a žen v atletice 1967 v kategoriích mužů a žen se konalo 29. července a 30. července v Sokolově.

## Medailisté

### Muži
| Soutěž                           | Zlato                                                                       | Stříbro                                                                             | Bronz                                                                                 |
| 100 m                            | Juraj Demeč 10.5                                                            | Herbert Bende 10.6                                                                  | Petr Utěkal 10.6                                                                      |
| 200 m                            | Jiří Kynos 21.0                                                             | Ladislav Kříž 21.1                                                                  | Juraj Demeč 21.4                                                                      |
| 400 m                            | Josef Hegyes 46.7                                                           | Josef Trousil 47.0                                                                  | Vladko Pavlů 47.8                                                                     |
| 800 m                            | Jan Kasal 1:51.7                                                            | Pavel Pěnkava 1:52.1                                                                | Pavel Hruška 1:52.3                                                                   |
| 1500 m                           | Josef Odložil 3:57.8                                                        | Petr Bláha 3:58.0                                                                   | Stanislav Hoffman 3:58.0                                                              |
| 5000 m                           | Pavel Faschingbauer 14:44.2                                                 | Miroslav Jůza 14:45.2                                                               | Stanislav Petr 14:46.0                                                                |
| 10 000 m                         | Vladimír Balšánek 30:17.6                                                   | František Vaněk 30:18.8                                                             | Václav Mládek 30:20.8                                                                 |
| 110 m př.                        | Milan Čečman 13.9                                                           | Milan Kotík 14.4                                                                    | Lubomír Nádeníček 14.5                                                                |
| 200 m př.                        | Milan Čečman 23.6                                                           | Miroslav Jareš 23.7                                                                 | František Slavotínek 23.8                                                             |
| 400 m př.                        | Miroslav Hruš 51.3                                                          | František Mandlík 52.4                                                              | Miroslav Jareš 52.8                                                                   |
| 3000 m př.                       | Jiří Pazourek 9:00.8                                                        | Petr Havel 9:03.6                                                                   | Petr Holas 9:07.8                                                                     |
| 4 × 100 m                        | Jaroslav Vébr Jiří Tukinský Juraj Demeč Jiří Kynos Dukla Praha 40.6         | Vladimír Rabas Herbert Bende Štefan Golitko Jan Holčapek Dukla Banská Bystrica 42.2 | Karol Szalay Jozef Brugovský Peter Hoštianský Ján Koštial Slávia SVŠT Bratislava 43.0 |
| 4 × 400 m                        | Josef Trousil Jaromír Haisl Josef Hegyes Jan Petrlík Slavia VŠ Praha 3:10.3 | František Mandlík Karel Šoch Vladko Pavlů Tomáš Jungwirth Dukla Praha 3:12.6        | František Ortman Jiří Sobčík Jan Kasal Ladislav Kříž VŽKG Vítkovice 3:15.2            |
| Skok do výšky                    | Rudolf Hübner 206                                                           | Jaroslav Burda 206                                                                  | Rudolf Baudis a Jan Veselý 200                                                        |
| Skok o tyči                      | Rudolf Tomášek 490                                                          | Pavel Jindra 480                                                                    | František Taftl 470                                                                   |
| Skok daleký                      | Miroslav Hutter 741                                                         | Josef Korbela 733                                                                   | Ján Solčány 730                                                                       |
| Trojskok                         | Peter Nemšovský 16.01                                                       | František Křupala 15.70                                                             | Jan Lejsek 15.22                                                                      |
| Vrh koulí                        | Jaroslav Šmíd 18.07                                                         | Jiří Skobla 17.85                                                                   | Miroslav Janoušek 17.76                                                               |
| Hod diskem                       | Ludvík Daněk 62.08                                                          | Jaroslav Vidrna 55.16                                                               | Vladimír Vojtěch 50.80                                                                |
| Hod kladivem                     | Josef Hájek 63.06                                                           | Karel Kunst 61.94                                                                   | Martin Šebesta 61.28                                                                  |
| Hod oštěpem                      | Josef Dušátko 73.22                                                         | Josef Kolář 73.10                                                                   | Jiří Šilhan 69.26                                                                     |
| 20 km chůze                      | Alexander Bílek 1:31:29.4                                                   | Milan Závadský 1:34:39.8                                                            | Vladimír Kánský 1:38:25.6                                                             |
| Desetiboj Pardubice 5.– 6.8.1967 | Milan Kotík 7078 bodů                                                       | Ivan Sedláček 6832 bodů                                                             | Vladimír Novotný 6817 bodů                                                            |

### Ženy
| Soutěž                         | Zlato                                                                        | Stříbro                                                                                  | Bronz                                                                           |
| 100 m                          | Eva Lehocká 11.8                                                             | Jana Šmerdová 11.8                                                                       | Eva Kucmanová 11.8                                                              |
| 200 m                          | Vlasta Seifertová 24.3                                                       | Jana Šmerdová 24.6                                                                       | Eva Putnová 24.8                                                                |
| 400 m                          | Libuše Macounová 55.4                                                        | Marie Otová-Brabcová 56.2                                                                | Soňa Firytová 57.1                                                              |
| 800 m                          | Emília Ovádková 2:08.0                                                       | Věra Bušová 2:08.4                                                                       | Dobroslava Žáková 2:09.2                                                        |
| 80 m př.                       | Vlasta Seifertová 11.1                                                       | Anna Zábršová 11.2                                                                       | Olga Fomenková 11.4                                                             |
| 4 × 100 m                      | Eva Putnová Jana Rafajová Alena Kalodová Jana Šmerdová Spartak Brno ZJŠ 46.5 | Marta Olbrichová Milena Piáčková Zdeňka Omelková Marie Otová-Brabcová TJ Gottwaldov 48.0 | Zuzana Teichmanová Olga Fomenková Anna Zábršová Vlasta Seifertová RH Praha 48.2 |
| Skok do výšky                  | Mária Faithová 168                                                           | Alena Prosková 166                                                                       | Jaroslava Valentová 166                                                         |
| Skok daleký                    | Eva Kucmanová 633                                                            | Libuša Kladeková 598                                                                     | Jitka Potrebuješová 576                                                         |
| Vrh koulí                      | Vladimíra Srbová 15.02                                                       | Helena Fibingerová 14.56                                                                 | Ludmila Duchoňová 14.44                                                         |
| Hod diskem                     | Jiřina Němcová 52.48                                                         | Štěpánka Mertová 52.40                                                                   | Helena Žlábková 49.56                                                           |
| Hod oštěpem                    | Vlasta Hornychová 46.34                                                      | Zdena Jílková 45.86                                                                      | Vlasta Tonová 45.76                                                             |
| Pětiboj Pardubice 5.– 6.8.1967 | Eva Kucmanová 4550 bodů                                                      | Jitka Potrebuješová 4406 bodů                                                            | Olga Fomenková 4288 bodů                                                        |